# Noriko Ishibashi
Noriko Ishibashi (石橋 紀子, 5 de maig de 1970) és una exfutbolista japonesa.

## Selecció del Japó
Va debutar amb la selecció del Japó el 1989. Va disputar 3 partits amb la selecció del Japó.

## Estadístiques
| Selecció del Japó | Selecció del Japó | Selecció del Japó |
| Anys              | Partits           | Gols              |
| ----------------- | ----------------- | ----------------- |
| 1989              | 1                 | 1                 |
| 1990              | 0                 | 0                 |
| 1991              | 2                 | 0                 |
| Total             | 3                 | 1                 |